# Träskholmen, Sjundeå
Träskholmen är en ö i Finland. Den ligger i sjön Kvarnträsk och i kommunen Sjundeå i den ekonomiska regionen  Helsingfors  och landskapet Nyland, i den södra delen av landet, 40 km väster om huvudstaden Helsingfors. Öns area är 0,6 hektar och dess största längd är 170 meter i öst-västlig riktning.